# Pauline van de Pol
Pauline van de Pol (12 maart 2003) is een voetbalspeelster uit Nederland. Ze speelt als verdediger voor Telstar.

## Carrière
Van de Pol kwam uit in de jeugdopleiding van Telstar.
Op 2 december 2022 maakte Van der Pol haar debuut voor Telstar in de Vrouwen Eredivisie in een uitwedstrijd tegen Fortuna Sittard door in de 85ste minuut in te vallen voor Annemiek Kruijthof. 
In 2023 werd van de Pol overgeheveld naar de eerste selectie van Telstar.

## Statistieken
| Seizoen | Club    | Competitie | Competitie | Competitie | Beker | Beker | Overig | Overig | Totaal | Totaal |
| Seizoen | Club    | Competitie | Wed.       | Dlp.       | Wed.  | Dlp.  | Wed.   | Dlp.   | Wed.   | Dlp.   |
| ------- | ------- | ---------- | ---------- | ---------- | ----- | ----- | ------ | ------ | ------ | ------ |
| 2022/23 | Telstar | Eredivisie | 1          | 0          | 0     | 0     | 0      | 0      | 1      | 0      |
| 2023/24 | Telstar | Eredivisie | 19         | 0          | 0     | 0     | 0      | 0      | 8      | 0      |
| Totaal  | Totaal  | Totaal     | 20         | 0          | 0     | 0     | 0      | 0      | 9      | 0      |

Bijgewerkt t/m 10 januari 2024.